# Jihoamerická kuchyně

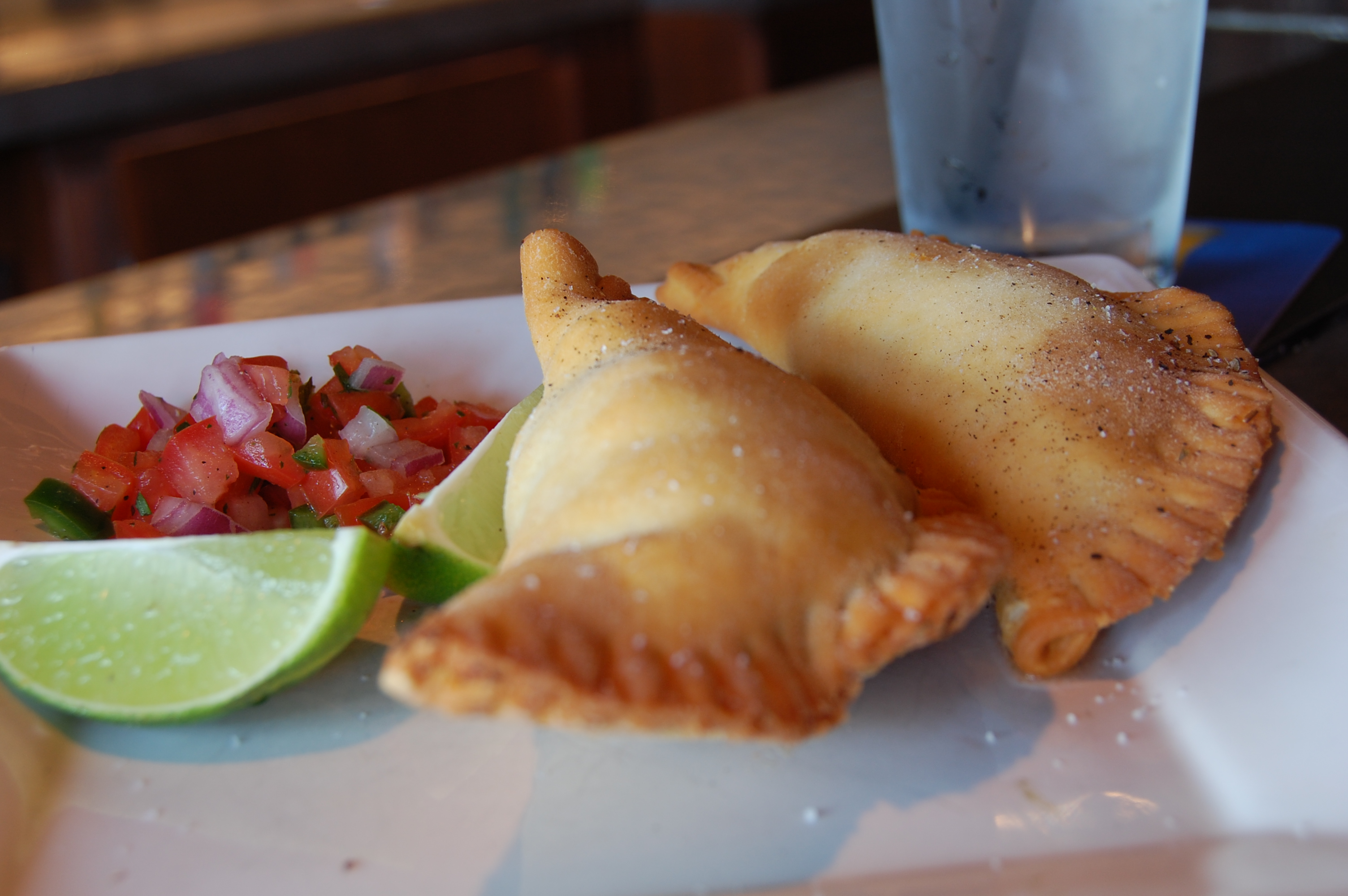
Empanadas

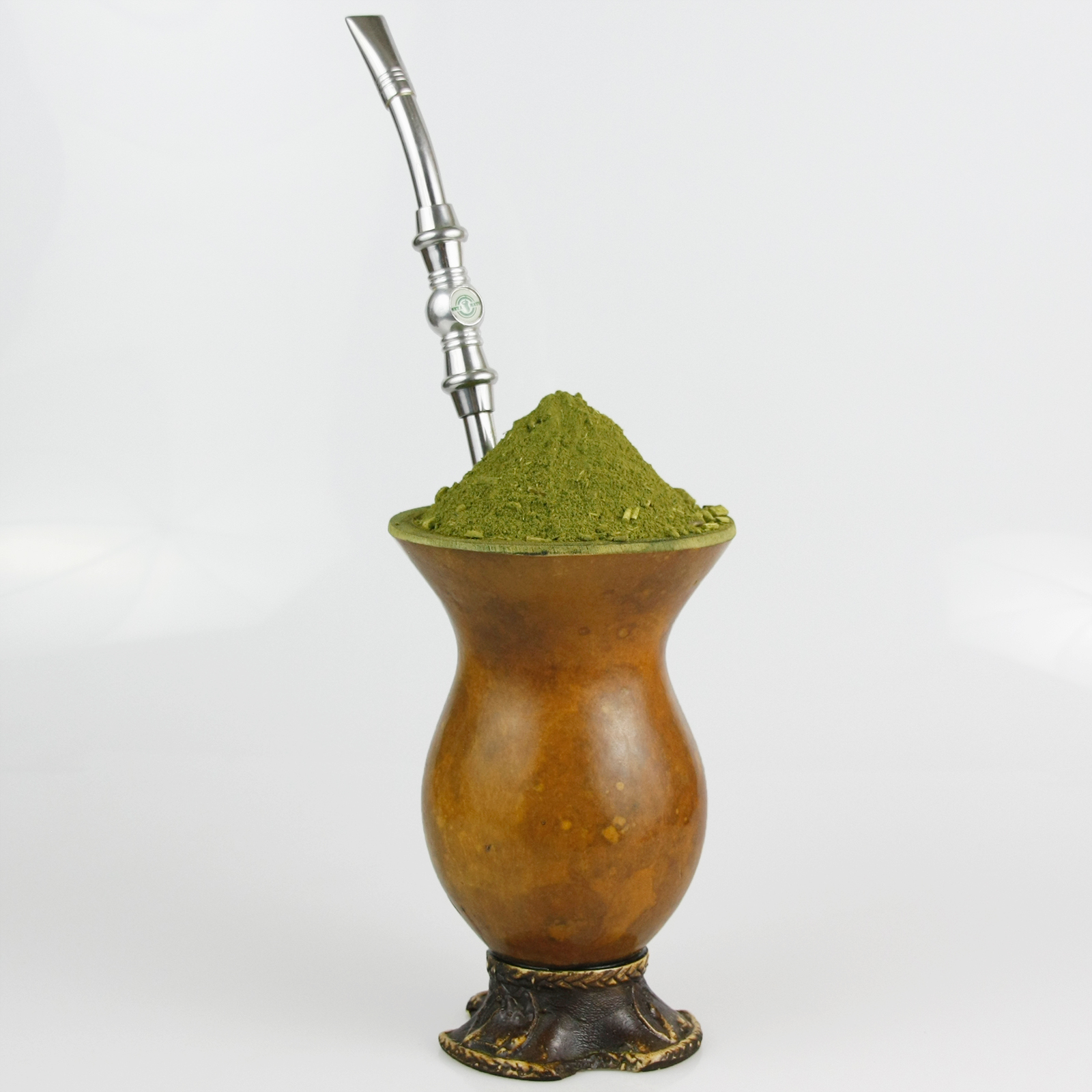
Maté

Milanesa

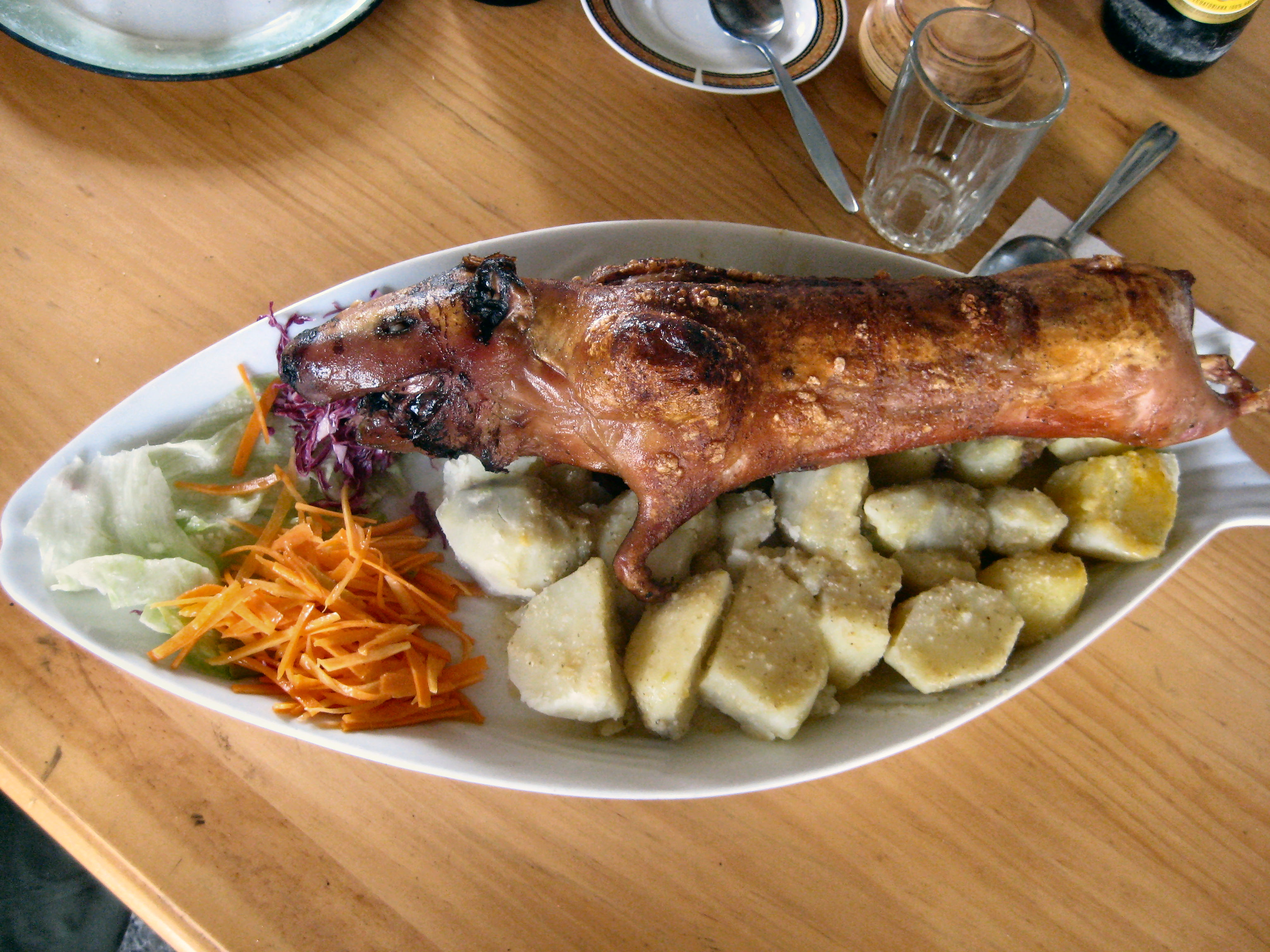
Cuy

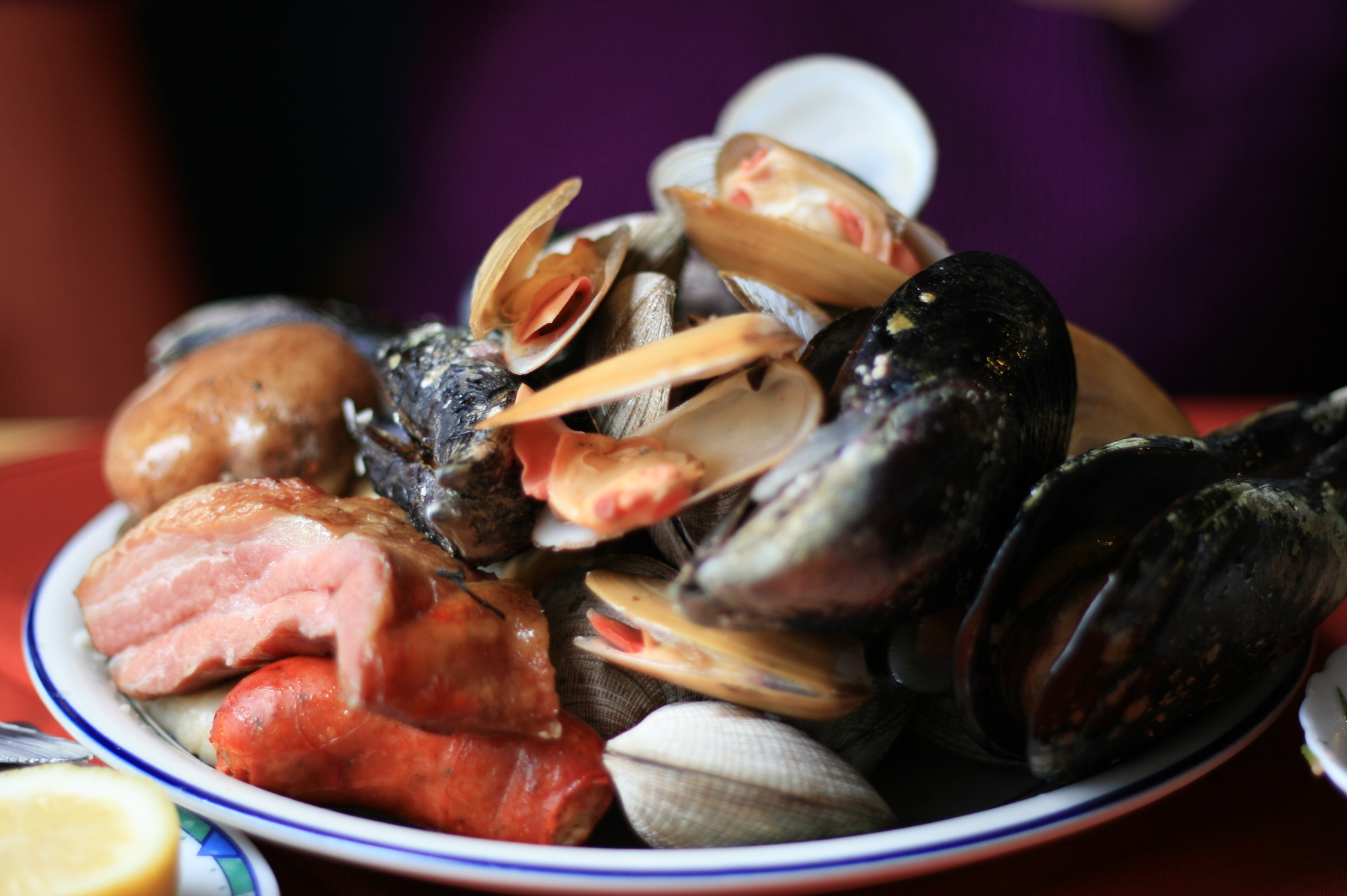
Curanto

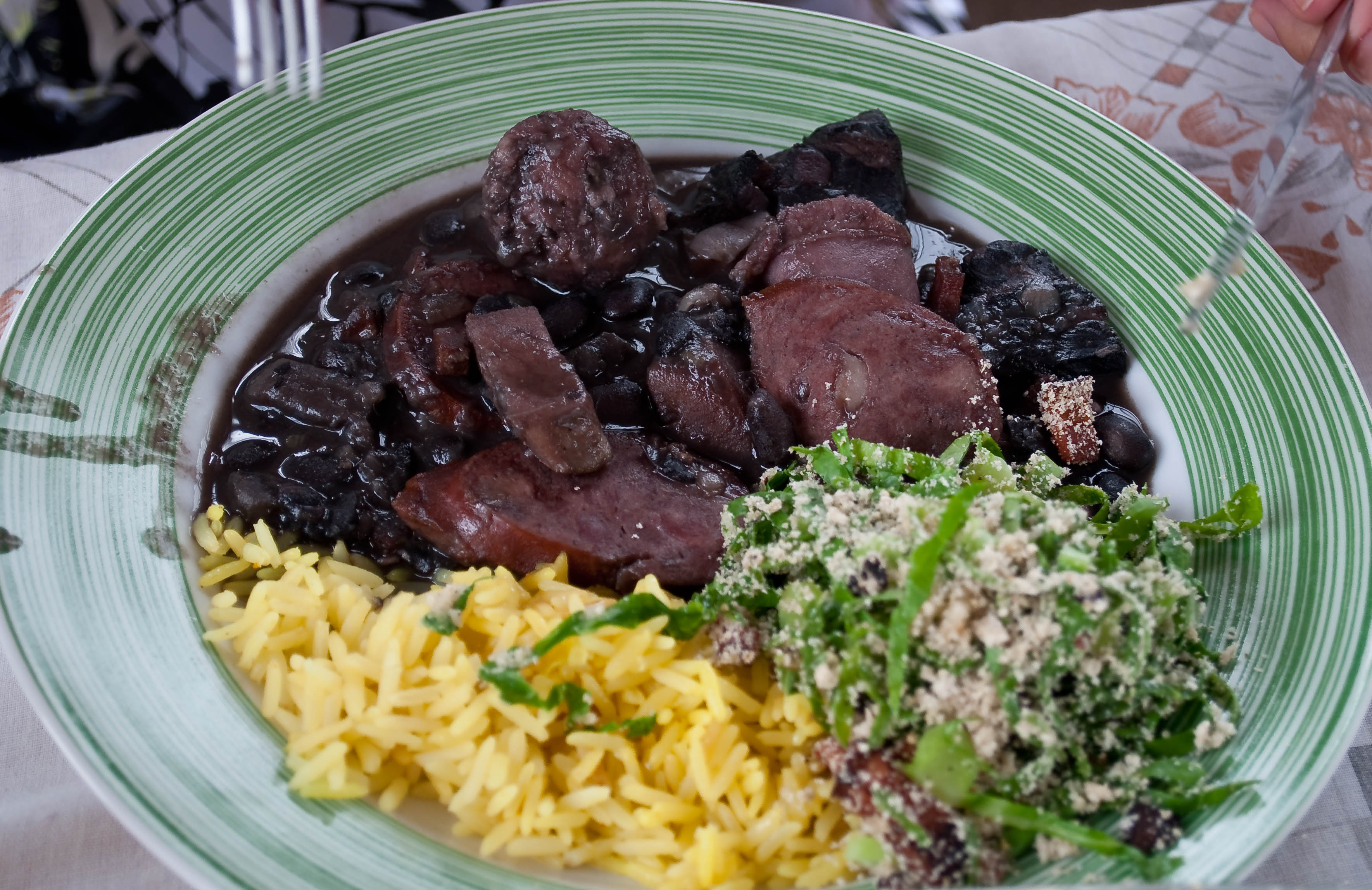
Feijoada

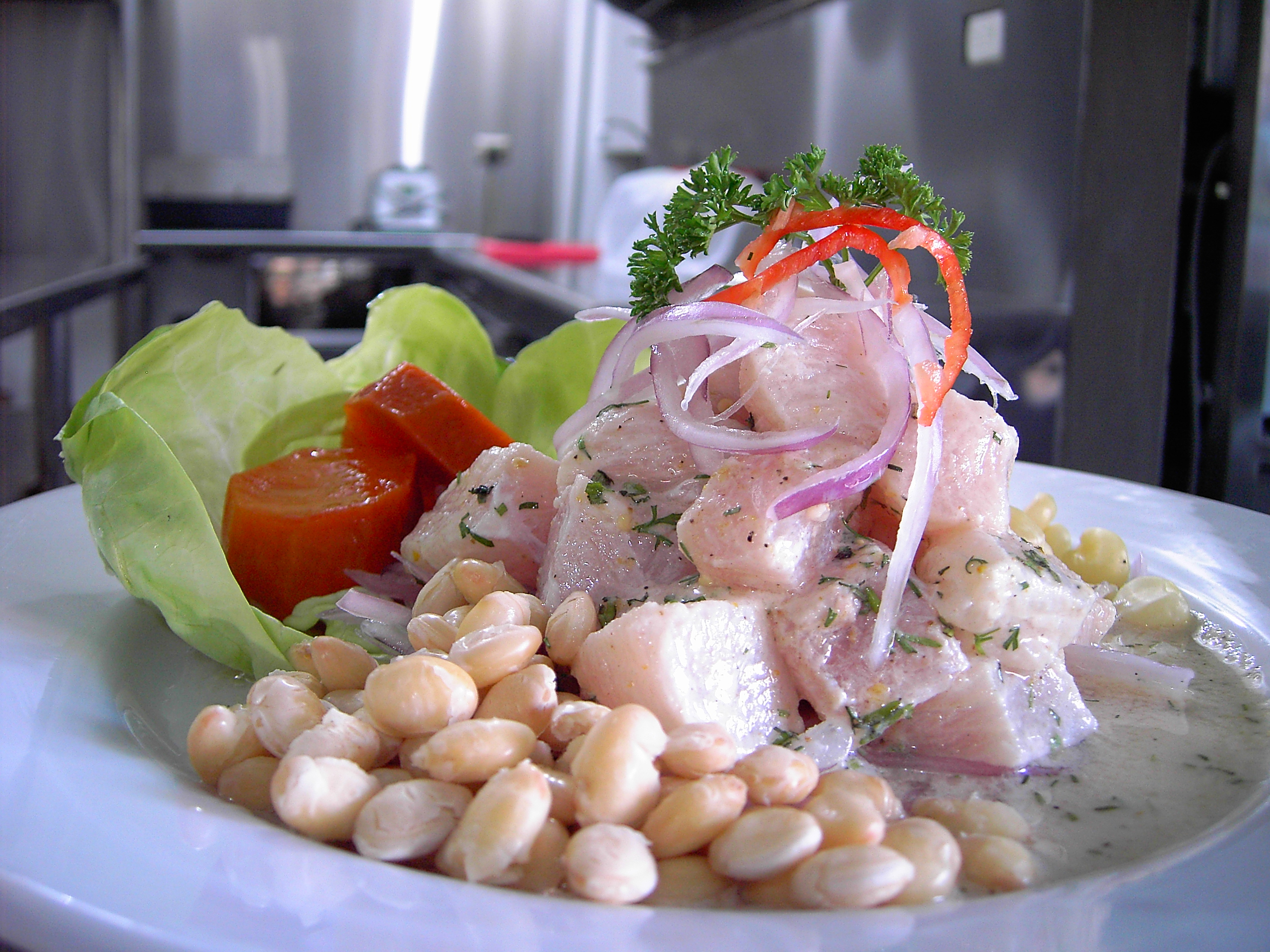
Ceviche

Jihoamerická kuchyně vychází z tradic jihoamerických Indiánů, byla ale silně ovlivněna španělskou kuchyní, portugalskou kuchyní, africkou kuchyní a dalšími.
Téměř v každé oblasti Jižní Ameriky jsou populární empanadas, plněné taštičky z těsta. Jihoamerická jídla bývají často velmi pikantní, hojně se používá chilli.

## Kuchyně jihoamerických regionů

### Pampy
Jižní část Jižní Ameriky (Argentina, Chile, Paraguay, Uruguay, jižní Brazílie) pokrývají travnaté pláně zvané pampy. Zdejší kuchyně byla více ovlivněna německou a italskou kuchyní, protože se v této oblasti usazovalo hodně kolonistů z Německa a Itálie. Typicky se používá hodně masa, které se často griluje. Velmi populárním nápojem je maté, povzbuzující nápoj z lístků cesmíny paraguayské. Provozováno je také vinařství. Mezi typické pokrmy z této oblasti patří:
- Milanesa, smažený plátek masa obalený ve strouhance, podobný českému řízku
- Dulce de leche, pomazánka z mléka a karamelu, ze které se vyrábějí sušenky zvané alfajores
- Choripán, klobása podávaná v bagetě

### Andy
Pohoří Andy se táhne od severu až k jihu Jižní Ameriky (Kolumbie, Ekvádor, Peru, Bolívie, Chile a Argentina). Zdejší kuchyně vychází z kuchyně andských Indiánů (například Inků). Mezi nejpopulárnější suroviny patří kukuřice, brambory (a další hlízy) a také quinoa. Na maso se používají především lamy a morčata. V Chile a Peru je populární pálenka z vína zvaná pisco. Mezi typické pokrmy z této oblasti patří:
- Chupe, hustá polévka
- Cuy, morče opečené vcelku[5]
- Chica, alkoholický kukuřičný nápoj
- Curanto, směs masa, mořských plodů a zeleniny typické pro oblast jižních And a Patagonii

### Amazonie
Amazonie je oblast pokrytá tropickými deštnými lesy (Brazílie, Venezuela, Guyana, Surinam, francouzské zámořské území Francouzská Guyana a části Peru, Ekvádoru, Kolumbie a Bolívie). Amazonská kuchyně se v každé oblasti liší: Brazilská kuchyně byla silně ovlivněna portugalskou kuchyní a v některých oblastech také africkou kuchyní, kuchyně Guyany a Surinamu je zase směsí vlivů z indické, africké a asijské kuchyně.
Základní surovinou je často maniok nebo batáty (sladké brambory). Hojně se používá tropické ovoce, na maso jsou často lovena zvířata žijící v deštném lese (jako je kapybara nebo piraně). Mezi typické pokrmy z této oblasti patří:
- Feijoada, směs fazolí a masa, národní jídlo Brazílie
- Arepa, tlustá kukuřičná placka rozšířená především ve Venezuele a Kolumbii
- Ceviche, syrové rybí maso nebo mořské plody podávané s citrónem a chilli, populární především v pobřežních oblastech Peru
- Juane, pokrm z rýže, vajec a masa
- Roti, placka převzatá z indické kuchyně, rozšířena hlavně v Guyaně, Francouzské Guyaně a Surinamu[6]

## Seznam jihoamerických národních kuchyní
- Argentinská kuchyně
- Bolivijská kuchyně
- Brazilská kuchyně
- Ekvádorská kuchyně
- Guyanská kuchyně
- Chilská kuchyně
- Kolumbijská kuchyně
- Paraguayská kuchyně
- Peruánská kuchyně
- Surinamská kuchyně
- Uruguayská kuchyně
- Venezuelská kuchyně